# Слідство ведуть ЗнаТоКі. Повинну голову...
«Слідство ведуть ЗнаТоКі. Повинну голову…» — радянський детективний телефільм 1971 року з серії фільмів“ Слідство ведуть ЗнаТоКі».

## Сюжет
Знаменський розслідує справу про розкрадання в кондитерському цеху при ресторані «Ангара», за яким проходять підслідними заступник директора Кудряшов і завідувачка виробництва Маслова. Злочинці шляхом маніпуляції з рецептами (додавання в крем маргарину замість масла, в цукерки — горілки замість коньяку і так далі) створювали надлишки продуктів, а дохід від виробленого з них товару привласнювали. Кудряшов — відвертий шахрай, який нітрохи не розкаюється в своїх діях і лише шкодує, що попався. А ось Маслова викликає у слідчого співчуття: мати двох дітей, яка безоглядно любить чоловіка-егоїста, вона майже не витрачала злочинно здобуті гроші на себе, замість цього постійно купувала чоловікові дорогі речі, а в обід годувала його в ресторані. Дітям вона накупила одягу і взуття на кілька років вперед, очевидно, розуміючи, що рано чи пізно попадеться, і прагнучи забезпечити їх на час свого перебування у в'язниці.
Щиро співчуваючи Масловій, Знаменський після проведення необхідних слідчих заходів звільняє її до суду під підписку про невиїзд, щоб дати можливість побути з чоловіком і дітьми. Однак це мало не призводить до трагедії. Чоловік, який в минулі спокійні часи охоче брав дорогі подарунки, вважаючи за краще не замислюватися, звідки у дружини на них гроші, тепер найбільше стурбований тим, як би осуд Маслової не позначився на його репутації і кар'єрі (він працює в якомусь важливому інституті). Він влаштовує дружині істерику і фактично виганяє її з дому. Повністю позбавлена підтримки, Маслова вирішує бігти на море, пробути там кілька тижнів, поки не закінчаться гроші, і накласти на себе руки. Коли вона не з'являється на черговий допит, слідчий змушений доповісти керівництву, що та порушила підписку. Маслову треба заарештувати, після чого вона вже не вийде з в'язниці до суду, а Знаменський дістане стягнення за її втечу.
Щоб врятувати друга від неприємностей, Томін бере відгули і приватним порядком знаходить Маслову. Він переконує її добровільно з'явитися до слідчого. Знаменський отримує можливість залишити Маслову під підпискою про невиїзд. Він розповідає чоловікові підслідних про лист з інституту, де просять прояснити ступінь проінформованості Маслова про махінації дружини і залученості його в ці махінації. Знаменський дає зрозуміти Маслову, що вважає його морально відповідальним за злочини дружини і що відповідь на лист буде цілком залежати від того, чи зможе Маслов поводитися з дружиною по-людськи.
У цьому фільмі вперше з'являється інспектор ВБРСВ Михайло Костянтинович Токарєв, який згодом буде з'являтися в справах з економічним ухилом. За своє прізвище він отримає у ЗнаТоКів іронічне прізвисько «запасне То». Кудряшов з'являється ще в справі № 6 «Шантаж» — Знаменський зустрічається з ним в ВТК, де Кудряшов відбуває покарання.

## У ролях
- Георгій Мартинюк —  Знаменський
- Леонід Каневський —  Томін
- Ельза Леждей —  Кібріт
- Анатолій Грачов —  Михайло Токарєв
- Анна Антоненко-Луконіна —  Ірина Сергіївна Маслова
- Валентин Смирнитський —  Микола Маслов
- Леонід Бронєвой —  Кудряшов
- Семен Соколовський —  полковник Скопін
- Всеволод Давидов —  капітан
- Сергій Смирнов —  ревізор
- Марія Андріанова —  Варвара Дмитрівна Федотова
- Леонід Платонов —  Петро Васильович Федотов
- Кирило Глазунов —  конвоїр
- Валентина Мартинюк —  Ніна, чергова в тюрмі
- Галина Васькова —  охоронниця

## Знімальна група
- Режисер — В'ячеслав Бровкін
- Сценаристи — Олександр Лавров, Ольга Лаврова
- Оператор — Владислав Єфімов, Геннадій Зубанов
- Композитор — Марк Мінков
- Художник — Лариса Мурашко